# バド・アンダーソン
クラレンス・エミール・“バド”アンダーソン（Clarence Emil "Bud" Anderson、1922年1月13日 - 2024年5月17日）は、アメリカ合衆国陸軍航空軍（USAAF）のエース・パイロット。第二次世界大戦における三重エース（撃墜数16.25）。
彼はP-51マスタング部隊で最高の戦果を挙げたエースであり、1944年のヨーロッパにおける2回の従軍の終了後、22歳で少佐に昇進した。これは戦時中の最も有能な将校にあってさえ若い年齢といえた。戦後、アンダーソンは戦闘機のテストパイロットおよび戦闘飛行隊と航空団の指揮官として高い評価を得、ベトナム戦争にも航空団司令として従軍した。1972年に大佐を最後に退役し、その後マクドネル・ダグラスにおいて飛行試験の管理に従事する。国立航空殿堂にも列せられ、90代に達してなお、航空・軍事関係のイベントでは人気の講演者でありつづけた。

## 若年期
カリフォルニア州オークランドで生まれ、カリフォルニア州ニューカッスル近くの農場で育った。高校ではサッカーとバスケットボールをたしなんだ。彼はオークランド市営空港で航空に出会い、1941年12月7日（アメリカ合衆国時間）に日本が真珠湾を攻撃したときにはサクラメント航空基地で働いていた。

## 軍歴
1942年1月、アンダーソンは航空候補生としてアメリカ合衆国陸軍に入隊する。彼はサンディエゴのリンドバーグ・フィールドで初等飛行訓練を、アリゾナ州ルークフィールドで上級訓練を修了した。1942年9月、カリフォルニア州ハミルトン航空基地でアメリカ陸軍航空軍少尉として航空機操縦士徽章と辞令を受け取る。
アンダーソンは、1942年9月から1943年3月まで、ハミルトン航空基地とオークランド市営空港で、第328戦闘航空群隷下の第329戦闘飛行隊の一員としてベル P-39 エアラコブラの操縦を始めた。その後、1943年3月にはネバダ州トノパーの第363戦闘飛行隊（第357戦闘航空群隷下）に配属され、5月から10月にかけてカリフォルニアのさまざまな基地を移動したのち、10月から11月にかけてワイオミング州キャスパーでの駐留を経て11月にイギリスへと派遣された。

### 第二次世界大戦
第357戦闘航空群はイギリス空軍のレイストン基地に駐屯し、1944年1月にノースアメリカン P-51 マスタングを装備した。アンダーソンは1944年2月5日に最初の飛行任務を経験し、1944年3月3日、彼はB-17 フライングフォートレスの落伍機を攻撃していたメッサーシュミット Bf109をベルリン上空で撃墜した。これが彼の最初の戦果だった。その後も戦果を挙げ続けたアンダーソンはフランクフルト上空でBf109を撃墜して5機目の撃墜を記録し、戦闘機エースとなる。
1944年6月29日、アンダーソンはライプツィヒ上空でフォッケウルフ Fw190を3機撃墜する戦果を挙げている。 1944年7月には休暇を得て一時帰国したが、秋には第357戦闘航空群に戻り、さらに撃墜記録を伸ばした。1944年12月5日、ベルリン上空における2機のFw190の撃墜が最後の戦果となった。
イングランドのレイストン基地を拠点とした第357戦闘航空群隷下の第363戦闘飛行隊に属したアンダーソンは、ヨーロッパでのドイツ空軍に対する2回の従軍を経験し、16.25機の撃墜戦果を記録して同戦闘航空群における第3位の戦闘機エースとなった。ただし、他のパイロットは1回の従軍しか経験しておらず、飛行時間はより少なかった。彼の搭乗したP-51マスタング（P-51B-15-NA AAFSer No.43-24823、およびP-51D-10-NA AAFSer No.44-14450 B6-S）はウィスキーの銘柄にちなんだオールド・クロウのニックネームで呼ばれ、被弾することなく、いかなる理由であれ引き返すこともなく、116回の飛行任務を安全のうちに終わらせた。1945年2月、アンダーソンは少佐として帰国する。
チャック・イェーガー（のち准将）は、第357戦闘航空群の同僚であり、同時に親友でもあった。

### 戦後

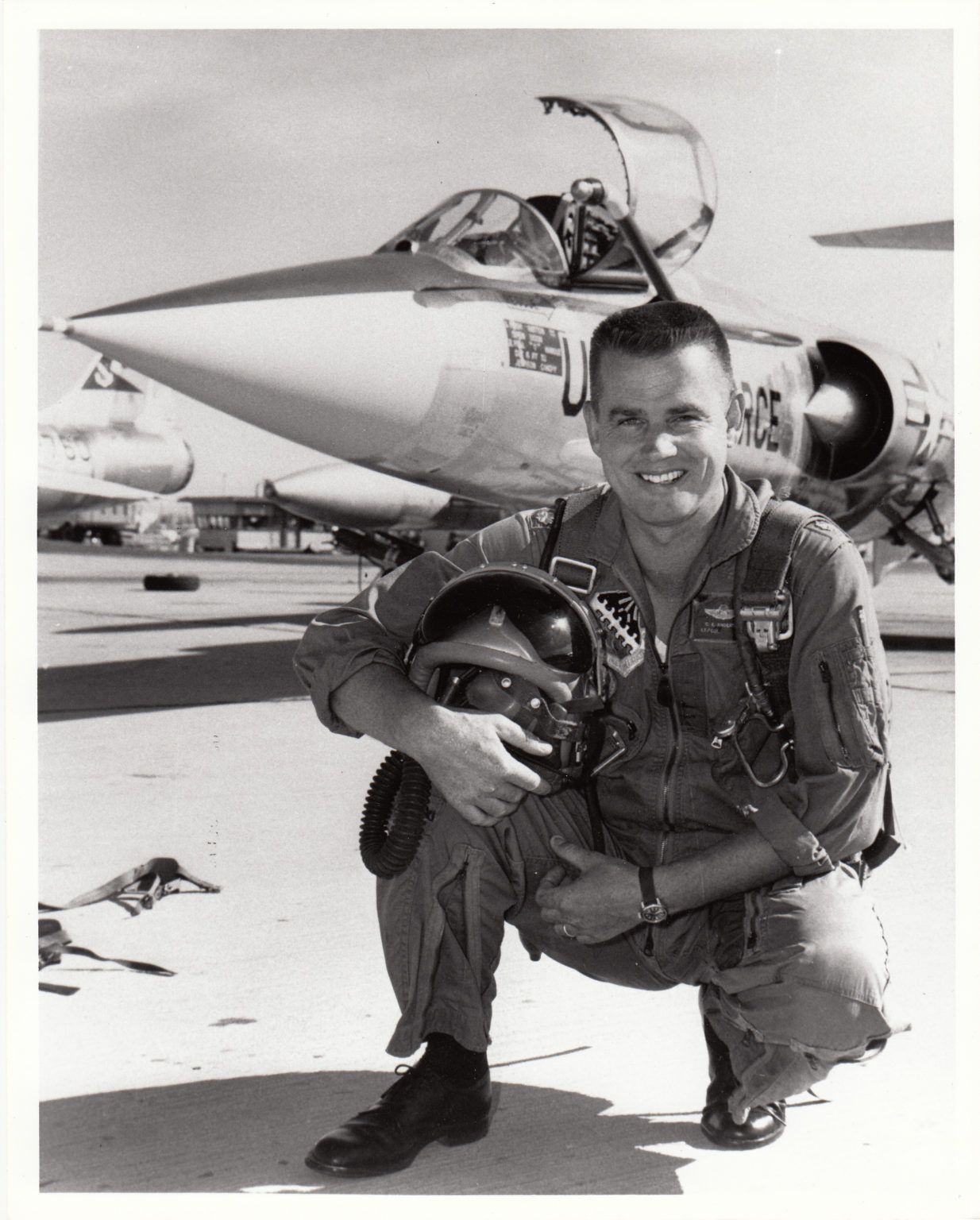
エドワーズ空軍基地にて、テストパイロットとしてのアンダーソン

米国に戻ったアンダーソンはテキサス州ペリンフィールドに勤務し、1945年10月にオハイオ州における人事担当官となった。以後、1948年5月に飛行試験部門に異動するまで、オハイオ州ライトフィールドの航空資材コマンド司令部で新兵担当を務めることとなる（この間に、アメリカ陸軍航空軍はアメリカ空軍として独立している）。1948年5月から1953年2月まではライトフィールドで、1953年2月から1954年9月まではペンタゴンの空軍本部でテストパイロットを務めた。そのあいだ、ジェット戦闘機をプロペラ爆撃機の翼端に接続しジェット機の航続距離を延長するFICON計画にも参加している。この計画では、燃料効率と航続距離を向上させるだけでなく、爆撃機が護衛戦闘機を敵領土の深奥まで帯同できるようになることが期待されていた。
アンダーソンは1954年9月から1955年8月までアラバマ州マクスウェル空軍基地の空軍指揮幕僚大学に通い、1955年8月から翌年2月まで韓国の烏山空軍基地に駐留する第58戦闘爆撃航空団の作戦部長を務めた。さらに1956年2月から8月まで同航空団隷下の第69戦闘爆撃飛行隊司令、その後1956年8月から1957年11月までカリフォルニア州エル・セントロ海軍航空基地に駐留する空軍第6511試験航空群の先任将校を務める。
その後はテストパイロットに戻り、1957年11月から1962年8月まで、エドワーズ空軍基地の飛行試験運用部門において部門長補佐、さらに部門長を務めた。1962年8月～翌年7月にはペンシルベニア州カーライル・バラックスにあるアメリカ陸軍戦略大学に在学。1963年7月から1965年8月までの間にエドワーズ空軍基地で飛行試験副部長とシステム試験副部長を歴任し、その後は1965年8月から1967年6月まで、沖縄の嘉手納基地に駐留する第18戦術戦闘航空団で作戦次長、作戦部長を務める。
1970年6月から12月にかけてのベトナム戦争最後の数か月には、F-105 サンダーチーフを装備する第355戦術戦闘航空団の司令の任につき、タクリ王立タイ空軍基地に駐留。敵の補給線への攻撃を指揮し、第355戦術戦闘航空団が編成解除となると基地の閉鎖を担当した。
アンダーソンは1972年3月に大佐をもって退役した。彼はアメリカ合衆国への奉仕によって25回にわたり叙勲され、そのキャリアの間に操縦した航空機は100種類以上、飛行時間は7,000時間以上を数えた。

## 私生活と引退

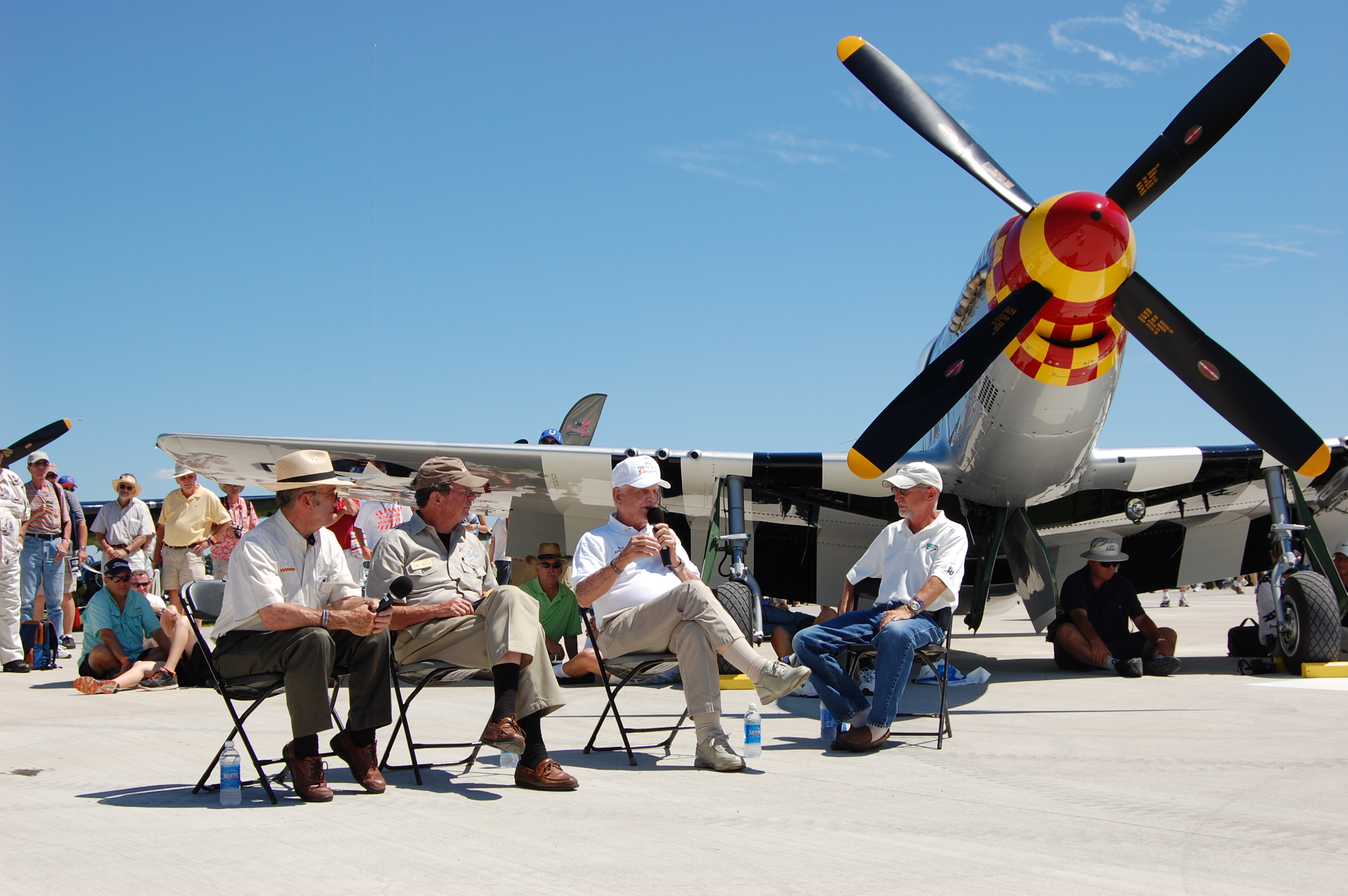
2011年のバド・アンダーソン。右から2番目、白い帽子の人物。EAA Air Venture 2011において、戦争体験を語っているところ。背景の航空機は第二次世界大戦当時の塗装を施されたP-51マスタングである。

アンダーソンは1945年2月23日にエレノア・コスビーと結婚している。彼女は2015年1月30日、カリフォルニア州オーバーンにおいて、92歳を迎える4日前に死去した。
退役後、彼はエドワーズ空軍基地にあるマクドネル・ダグラスの飛行試験施設のマネージャーになり、1998年まで勤務している。1990年には、アンダーソンはジョセフ・P・ヘイムリンとともに自伝『To Fly & Fight—Memoirs of a Triple Ace』を共同執筆した。
2008年7月19日、アンダーソンは国立航空殿堂に列せられた 。2013年には、サンディエゴ航空宇宙博物館の国際航空宇宙殿堂にも列せられている。

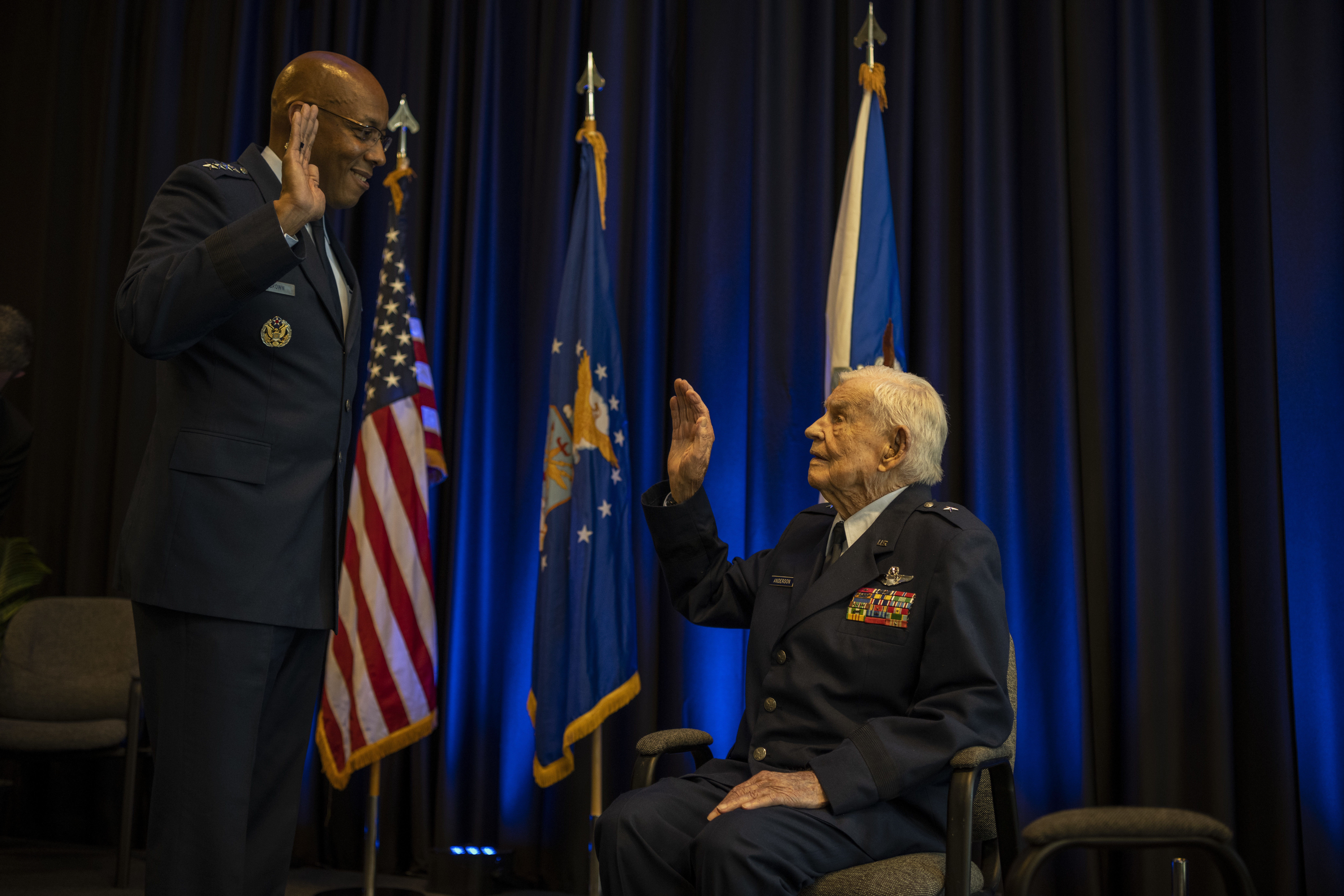
名誉准将に昇格し、再任宣誓を行うアンダーソン

2022年1月に100歳に達し、アンダーソンの住むオーバーンでは盛大な祝賀会を開いて彼を讃えた。同年12月には、空軍参謀総長チャールズ・ブラウン・ジュニア大将より、空軍准将への名誉昇進を受けている。
2024年5月17日の午後に死去。102歳没。

## 戦果
| 日付           | 撃墜数 | 被撃墜機種               | 地点                           | 所属部隊        |
| -------------- | ------ | ------------------------ | ------------------------------ | --------------- |
| 1944年3月8日   | 1.00   | メッサーシュミット Bf109 | ドイツ、ハノーファー北東方     | 第363戦闘飛行隊 |
| 1944年4月11日  | 1.00   | メッサーシュミット Bf109 | ドイツ、ハノーファー西方       | 第363戦闘飛行隊 |
| 1944年4月11日  | 0.25   | ハインケル He111         | ドイツ、ハノーファー西方       | 第363戦闘飛行隊 |
| 1944年4月30日  | 1.00   | フォッケウルフ Fw190     | フランス、オルレアン南東方     | 第363戦闘飛行隊 |
| 1944年5月8日   | 1.00   | フォッケウルフ Fw190     | ドイツ、ゾルタウ               | 第363戦闘飛行隊 |
| 1944年5月12日  | 1.00   | フォッケウルフ Fw190     | ドイツ、フランクフルト北東方   | 第363戦闘飛行隊 |
| 1944年5月27日  | 1.00   | メッサーシュミット Bf109 | フランス、ストラスブール北西方 | 第363戦闘飛行隊 |
| 1944年5月27日  | 1.00   | メッサーシュミット Bf109 | フランス、ストラスブール北西方 | 第363戦闘飛行隊 |
| 1944年5月30日  | 1.00   | メッサーシュミット Bf109 | ドイツ、シェーネベック東方     | 第363戦闘飛行隊 |
| 1944年6月19日  | 1.00   | フォッケウルフ Fw190     | ドイツ、ライプツィヒ南西方     | 第363戦闘飛行隊 |
| 1944年6月19日  | 1.00   | フォッケウルフ Fw190     | ドイツ、ライプツィヒ南西方     | 第363戦闘飛行隊 |
| 1944年6月19日  | 1.00   | フォッケウルフ Fw190     | ドイツ、ライプツィヒ南西方     | 第363戦闘飛行隊 |
| 1944年7月7日   | 1.00   | メッサーシュミット Bf109 | ドイツ、ライプツィヒ北方       | 第363戦闘飛行隊 |
| 1944年11月27日 | 1.00   | フォッケウルフ Fw190     | ドイツ、マグデブルク周辺       | 第363戦闘飛行隊 |
| 1944年11月27日 | 1.00   | フォッケウルフ Fw190     | ドイツ、マグデブルク周辺       | 第363戦闘飛行隊 |
| 1944年12月5日  | 1.00   | フォッケウルフ Fw190     | ドイツ、ベルリン西方           | 第363戦闘飛行隊 |
| 1944年12月5日  | 1.00   | フォッケウルフ Fw190     | ドイツ、ベルリン西方           | 第363戦闘飛行隊 |

## 栄誉
30年近いキャリアのあいだに、アンダーソンは以下を含む多くの勲章・記章を受けた。
最上級操縦士
| Bronze oak leaf cluster                                                                               | レジオン・オブ・メリット（2回受章/銅柏葉付）              |
| Bronze oak leaf cluster · Bronze oak leaf cluster · Bronze oak leaf cluster · Bronze oak leaf cluster | 殊勲飛行十字章（5回受章/4枚銅柏葉付）                     |
| | ブロンズスターメダル                                      |
| Silver oak leaf cluster · Silver oak leaf cluster · Silver oak leaf cluster                           | エア・メダル（16回受章/3枚銀柏葉付）                      |
| | 空軍称揚章                                                |
| | 大統領殊勲部隊章                                          |
| | 勇敢部隊章                                                |
| | アメリカ戦役章                                            |
| Bronze star · Bronze star · Bronze star · Bronze star                                                 | ヨーロッパ・アメリカ・中東戦役従軍章（4枚従軍星章付）     |
| | 第二次世界大戦戦勝記章                                    |
| Bronze star                                                                                           | 国防従軍章（従軍星章付）                                  |
| Bronze star · Bronze star                                                                             | ベトナム戦争従軍記章（3回受章/2枚従軍星章付）             |
| | 韓国防衛勤務章                                            |
| Silver oak leaf cluster · Bronze oak leaf cluster                                                     | 空軍勤続記念章（7回受章/銀および銅柏葉付）                |
| | 射撃優秀章                                                |
| | レジオンドヌール勲章（フランス）                          |
| Silver star                                                                                           | クロワ・ド・ゲール勲章（師団規模授与/銀星章付、フランス） |
| | ベトナム共和国武勲章（軍隊規模授与/椰子葉付、南ベトナム） |
| | ベトナム共和国従軍記章（1960年以降期、南ベトナム）        |

- アメリカ戦闘機エース協会 終身会員
- 実験テストパイロット協会 フェロー
- エアロスペース・ウォーク・オブ・オナー（1993年）
- クリスタルイーグル賞（2011年）
- 議会名誉黄金勲章（2015年5月）

## 伝記
- Anderson, Colonel Clarence "Bud" with Joseph P. Hamelin. To Fly and Fight, Memoirs of a Triple Ace, Pacifica Military History, Library of Congress. ISBN 0-935553-34-7